# Таймырская улица (Москва)
Таймы́рская улица — улица в Лосиноостровском районе Северо-Восточного административного округа города Москвы. Проходит от Челюскинской до Норильской улицы.

## Название
Название присвоено в 1964 году по полуострову Таймыр — самому северному полуострову России. Ранее, в составе бывшего города Бабушкина, называлась улицей Луначарского в честь Анатолия Васильевича Луначарского — советского политического деятеля, революционера, наркома просвещения. Переименована для устранения одноимённости.

## Описание
Таймырская улица начинается от Челюскинской улицы и проходит на запад параллельно Таёжной и Стартовой улицам. Заканчивается на пересечении с Норильской улицей.

## Учреждения и организации
По нечётной стороне:
- № 1 — дом отдыха «Лось»;
- № 3 — школа № 763, СП № 2 (5—11 классы)
- № 5 — школа № 751; школа № 763, СП № 2 (1—4 классы);

По чётной стороне:
- № 4 — медицинское училище № 22;